# Rue Malbec (Toulouse)
Pour les articles homonymes, voir Malbec (homonymie).
Cet article possède un paronyme, voir Rue Maubec.
La rue Malbec (en occitan : carrièra Malbèc) est une voie de Toulouse, chef-lieu de la région Occitanie, dans le Midi de la France.

## Situation et accès

### Description
La rue Malbec est une voie publique. Elle se trouve dans le quartier Capitole.
La chaussée compte une seule voie de circulation automobile en sens unique, de la rue Léon-Gambetta vers la place de la Daurade. Elle appartient à une zone de rencontre, où la vitesse est limitée à 20 km/h. Il n'existe pas de bande ni de piste cyclable, quoiqu'elle soit à double-sens cyclable.

### Voies rencontrées
La rue Malbec rencontre les voies suivantes, dans l'ordre des numéros croissants (« g » indique que la rue se situe à gauche, « d » à droite) :
1. Place de la Daurade
2. Rue Léon-Gambetta (g)
3. Rue Jean-Suau (d)

## Odonymie
La rue Malbec est connue, au XIVe siècle, comme la rue des Teysseyres-de-Li, c'est-à-dire des tisserands (teisseire, « tisserand » en occitan) de lin (lin, « lin » en occitan). Dès le siècle suivant, elle prend le nom de Malbec, qui devait lui venir sans doute d'un habitant du lieu. En 1794, pendant la Révolution française, on lui donna le nom de rue Bon-Succès, mais il ne subsista pas,.

## Histoire

### Moyen Âge et période moderne
Au Moyen Âge, la rue Malbec appartient au capitoulat de la Daurade. Ce n'est qu'une rue étroite, qui relie la place de la Capelle-Ronde (emplacement de l'angle nord de l'actuelle place de la Daurade) à la place Peyrolières, au croisement de la rue de ce nom, de la rue Chaude (actuelle rue Jean-Suau) et de la rue Argentières (actuelle rue Léon-Gambetta). Sur le côté sud, presque toutes les maisons sont des dépendances des immeubles de la rue Chaude. Du côté nord s'ouvre la rue des Cordières-Vieilles, qui relie la rue Malbec à la rue des Prédicateurs (actuelle allée Maurice-Prin). Entre la place de la Capelle-Redonde et la rue des Cordières-Vieilles s'étendent des jardins, qui appartiennent à partir du XIIIe siècle au couvent des dominicains (ou Jacobins).
Dans la deuxième moitié du XVIe siècle, le collège des Jésuites et le couvent des Jacobins développent leurs dépendances sur la rue Malbec. Entre ces deux établissements s'ouvrait une ruelle, aujourd'hui condamnée, la rue des Cordières-Vieilles, qui reliait la rue Maubec à l'impasse des Jacobins.

## Patrimoine et lieux d'intérêt
- no  1 : gymnase Barada (1880)[3],[5].

- no  3 : collège et lycée Pierre-de-Fermat (XIXe siècle).